# Régnier IV de Mons
Régnier IV, né après 947, mort en 1013, est comte titulaire de Hainaut de 958 à 1013, comte effectif de Hainaut de 973 à 974 et comte de Mons de 998 à 1013. Il est le fils de Régnier III, comte de Hainaut.
Il est encore adolescent quand son père est exilé en Bohême en 958, et il se réfugie à la cour de France avec sa famille. En 973, avec son frère Lambert, il attaque les comtes Renaud et Garnier, à qui le Hainaut a été confié, les tue à Péronne et commence à occuper le Hainaut, mais l'empereur Otton II les repoussent.
En 976, aidé de Charles, frère du roi Lothaire de France et du comte Otton de Vermandois, ils attaquent les nouveaux comtes de Hainaut, Godefroy de Verdun et Arnould de Valenciennes. Otton II, pour endiguer la menace, accorde à Charles le duché de Basse-Lotharingie et à Régnier une partie des possessions de son père, mais ce n'est qu'en 998 que Régnier récupère le comté de Mons.

## Mariage et enfants
Il épouse vers 996 Hedwige de France (° 970 † après 1013), fille d'Hugues Capet roi de France et d'Alix d'Aquitaine. Ils ont :
- Régnier V († 1039), comte de Hainaut et de Mons ;
- Béatrice, mariée à Ebles Ier, comte de Roucy, puis à Manassès de Ramerupt ;
- Lambert, probablement châtelain à Mons.

## Source
- L. Vanderkindere, « Régnier IV », Académie royale de Belgique, Biographie nationale, vol. 18, Bruxelles, 1907 [détail des éditions], p. 879.